# Werchnjaja Dobrinka
 Werchnjaja Dobrinka (russisch Верхняя Добринка; früherer deutscher Name Dreispitz) ist ein Dorf in der Oblast Wolgograd in Russland.

## Geographie
Der Ort liegt am linken Ufer des Flusses Dobrinka.
Werchnjaja Dobrinka ist Hauptort der gleichnamigen Landgemeinde.

## Geschichte
Der Ort wurde am 16. September 1766 als wolgadeutsche Kolonie gegründet. Der offizielle russische Name Werchnjaja Dobrinka geht auf den nahegelegenen Fluss zurück.
1794 wurde eine der ersten lutherischen Kirchen im Wolgagebiet erbaut.
1918 wurde das Dorf während des Bürgerkriegs niedergebrannt. Im September 1941 wurden die Deutschen auf Befehl des sowjetischen Innenministeriums (NKWD) in das Gebiet Omsk deportiert. Seit 1942 trägt Dreispitz den Namen Werchnjaja Dobrinka. Das heutige Dorf hat etwa 1.300 Einwohner, was nur etwa ein Drittel der vorrevolutionären Einwohnerzahl ausmacht.

### Bevölkerungsentwicklung
| Jahr | Einwohner |
| ---- | --------- |
| 1767 | 107       |
| 1834 | 877       |
| 1887 | 1727      |
| 1911 | 3677      |
| 1920 | 2053      |
| 1931 | 1908      |

Anmerkung: Volkszählungsdaten